# Trachyandra laxa
Trachyandra laxa là một loài thực vật có hoa trong họ Thích diệp thụ. Loài này được (N.E.Br.) Oberm. miêu tả khoa học đầu tiên năm 1962.